# Ревекка
Реве́кка (греч. Рεβεκκα, др.-евр. רִבְקָה‬, Ривка) — персонаж Пятикнижия, одна из библейских праматерей, жена Исаака и мать братьев-близнецов Исава и Иакова.

## В Священных Писаниях

### В Ветхом Завете
Ревекка была дочерью Вафуила и внучкой брата Авраама — Нахора (Быт. 22:23, 24:15, 24, 47). Она приходилась родной сестрой Лавану, дочери которого Лия и Рахиль стали впоследствии женами её сына Иакова.
Авраам, живший в Ханаане далеко от родных мест, решил найти жену своему сыну Исааку у себя на родине, в Харране. По его поручению его домоправитель, Элиезер, отправился в Месопотамию. Около Харрана у колодца он помолился Господу, попросив чёткие указания того, что его выбор невесты для Исаака угоден Богу: «девица, которой я скажу: наклони кувшин твой, я напьюсь, и которая скажет [мне]: пей, я и верблюдам твоим дам пить, [пока не напьются,] — вот та, которую Ты назначил рабу Твоему Исааку» (Быт. 24:10—14). Ещё не перестал он говорить, как вышла Ревекка, и он попросил напиться из её кувшина. В ответ она спустила свой кувшин и напоила его и его верблюдов (Быт. 24:15—19). Тогда он попросил у её родителей руки Ревекки для сына своего господина и получил согласие. Они сразу отпустили её к Исааку (Быт. 24:55—60). 

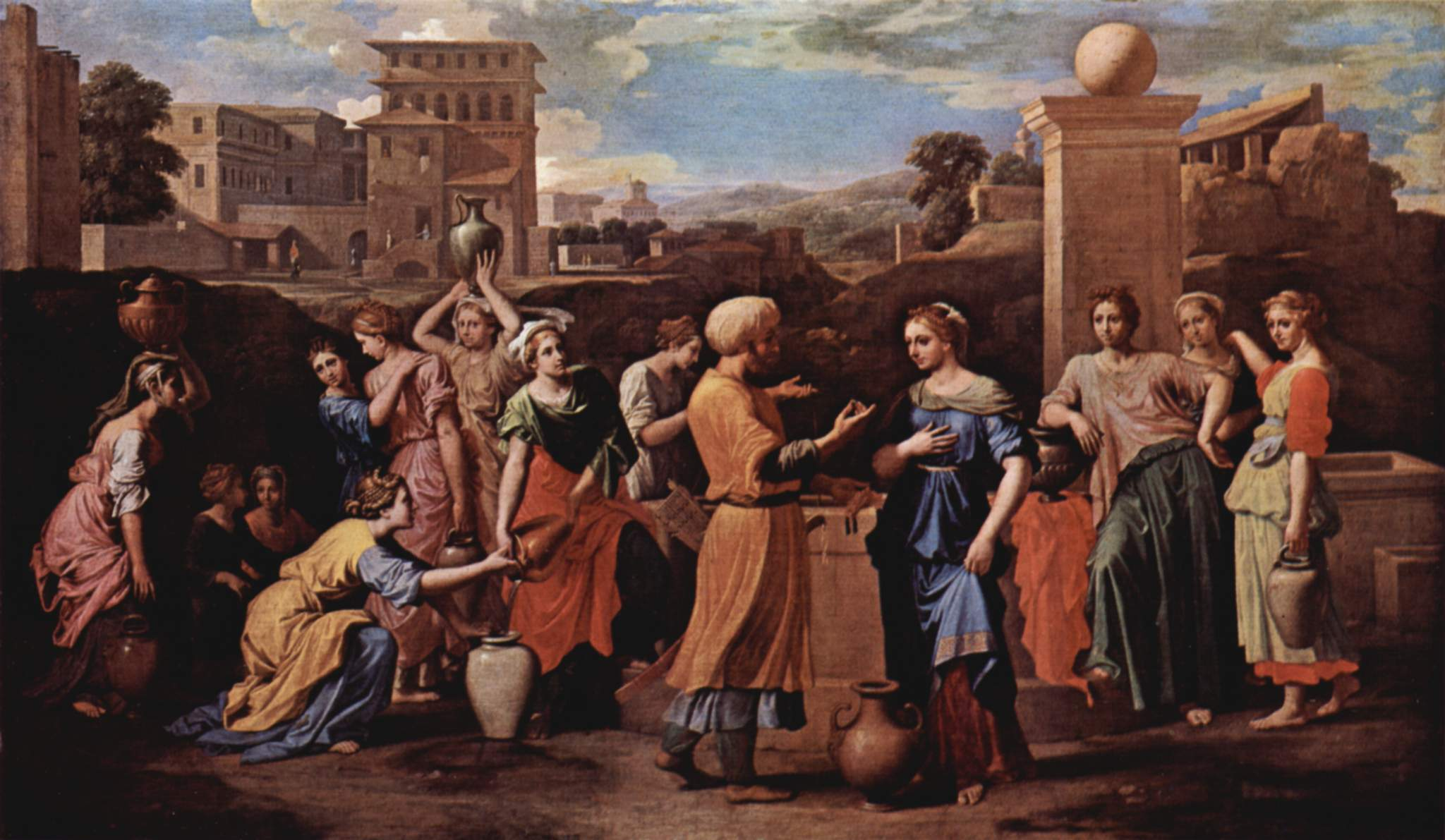
Никола Пуссен. «Ревекка у колодца»

Исаак полюбил Ревекку и женился на ней. Ревекка оставалась бесплодной 20 лет, после чего родила близнецов Исава и Иакова. Будучи беременной, Ревекка узнала от Бога предназначение её сыновей, что они оба станут родоначальниками двух народов, причем потомки старшего будут в подчинении у младшего (Быт. 25:22, 23).
Чувства родителей разделились, в то время как Исаак любил зверолова Исава, Ревекка любила пастуха Иакова. В Филистее Исаак, боясь, что местные жители его убьют, чтобы овладеть его женой, «так как она была прекрасна видом», выдал её за свою сестру. Когда Исаак, постарев и почувствовав приближение смерти, послал Исава наловить ему дичи и приготовить ему кушанье, «дабы благословила Исава его душа перед смертью», Ревекка побудила Иакова обманом предупредить брата и получить отцовское благословение. Она же, узнав, что Исав из мести замышляет убить брата, спасла своего любимца, послав его в Харан к своему брату Лавану.
О времени её смерти ничего не сказано, но сообщается, что она похоронена рядом с Исааком в склепе Пещеры Махпела.

## Традиционные предания
Ревекка описывается как женщина красивая, приветливая, предупредительная даже к незнакомым, с сильными чувствами симпатии и антипатии (27:46), с глубокой верой в Бога (25:22). Характер её решительный (24:58, 27:13); для достижения цели она ни перед чем не останавливается, иногда прибегает даже к хитрости; к окружающему она внимательно присматривается и прислушивается и умеет вовремя принять нужные меры (27:42).

### В еврейской традиции
Согласно мидрашу Берешит Рабба, Ревекка родилась в день смерти Сарры.
Возраст Ривки на момент замужества не указан. Существуют разные мнения, основанные на толковании текста. Раши считает, что ей было 3 года, в то время как Тосафот предполагает возраст в 14 лет.. Однако, согласно Аггаде, Ревекка была при выходе замуж взрослой. Согласно иудейской традиции и трактату Вавилонского Талмуда Нида, еврейская девочка достигшая возраста трёх лет может быть предназначена в жёны. В Талмуде в Нида 5:44 объясняется физиология развития женского пола до трёх лет и после. Если произойдёт какое-то насилие над трёхлетней девочкой, то объясняется, какое наказание положено преступнику. Если девочке меньше трёх лет, то рассматривается другое наказание. После трёхлетнего возраста этот контакт расценивается как половой. До трёх лет этот контакт не расценивается как половой, а как будто «ткнул пальцем в глаз». И если происходит повреждение, то это будет считаться физическим повреждением, поэтому закон Талмуда это тоже запрещает, затрагивая эту разницу.

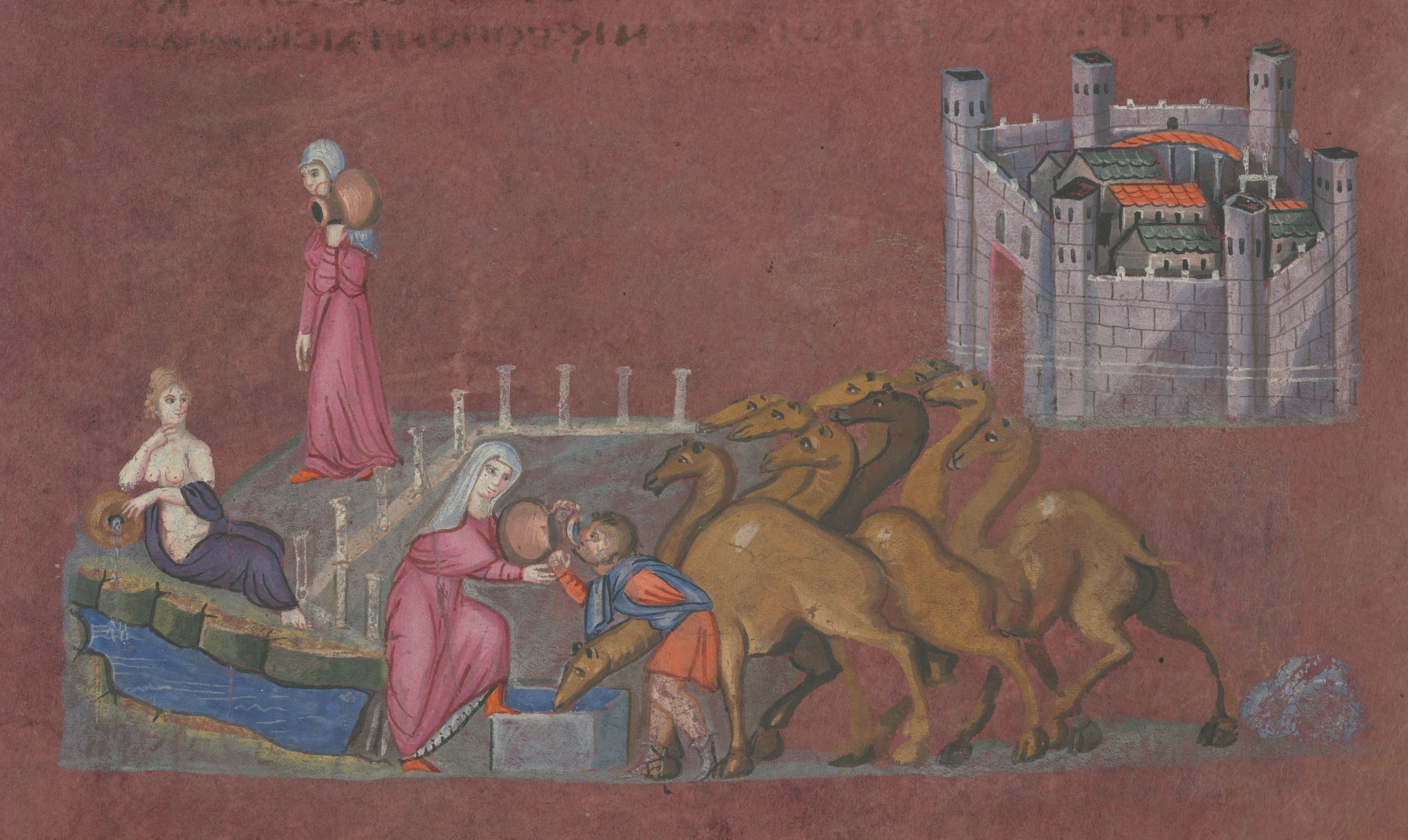
«Ревекка у колодца». Венский генезис, VI век

Библейский рассказ о встрече слуги Авраама с Ревеккой у колодца приукрашен Агадой в свойственном ей стиле. Как только Ревекка приблизилась к источнику, вода поднялась. Подарки, которые преподнёс ей слуга Авраама при первой же встрече, принимают в Агаде символический смысл, 2 запястья — в предзнаменование двух скрижалей Завета; их вес в 10 сиклей символизировал Десять заповедей. Предупредительность Ревекки выразилась также в том, что на вопрос слуги, можно ли будет переночевать в доме её родителей одну ночь, Ревекка ему ответила, что можно найти у них приют на много ночей.
В первый раз Ревекка увидела Исаака, когда он в поле молился, и по выражению его молитвенного настроения она подумала, что это выдающийся человек, почему и спросила о нём своего провожатого, слугу Авраама. Исаак ревновал её к этому слуге, Элиэзеру, но Ревекке чудесным образом удалось вернуть ему его душевное спокойствие.
Когда Ревекка была введена Исааком в шатёр своей умершей матери, возобновились чудесные явления, наблюдавшиеся там при жизни Сарры, облако высилось над шатром, дверь можно было оставлять открытой настежь, благословение Господне почивало над хлебом; свеча, зажжённая при наступлении субботы, горела в продолжение всей недели.
Ревекка долгое время была бездетна, поскольку Бог желал слышать молитвы праведных людей. Исаак и Ρевекка молились о даровании потомства. Бог принял только молитву Исаака, но не Ревекки, так как она происходила от нечестивых родителей.
בפי ישרים תתרומם‎ «ртом непорочных да превознесётся»
ובדברי צדיקים תתברך‎ «речами праведных да благословится»
ובלשון חסידים תתקדש‎ «языком святых да освятится»
ובקרב קדושים תתהלל‎ «нутром священных да восхвалится»
Боли во время беременности Ревекка чувствовала оттого, что, когда она проходила мимо домов молитвы и учения, принадлежавших поклонникам истинного Бога, Иаков рвался выйти на свет Божий, а когда она проходила мимо капищ идолопоклонников, то же самое повторялось с Исавом. За советом она обратилась к школе Сима, который был тогда ещё жив.
Ревекка любила Иакова за его праведную жизнь, за любовь к учению. Когда Ревекка посоветовала Иакову приготовить кушание для Исаака из двух козлят, она предоставила ему взять из тех стад, которые принадлежали ей, так как Исаак обязался в брачном контракте давать ей ежедневно по 2 козлёнка. Передав Иакову приготовленное ею кушанье, Ревекка сопровождала его только до двери, сказав, что её задача исполнена.
О замыслах Исава против Иакова Ревекка узнала по наитию свыше, так как она как одна из четырёх праматерей еврейского народа была одарена пророческим духом.

## В искусстве и литературе

### В изобразительном искусстве
- «Ревекка у колодца», Тициан Вечеллио. Около 1560 года. Холст, масло, 100×112, Дальневосточный художественный музей.

### В кинематографе
- «Иаков[англ.]» (ТВ), Германия, Италия, США, 1994 год, режиссёр Питер Холл. В роли Ревекки — Ирен Папас.
- «Красный шатёр» (мини-сериал), США, 2014 год, режиссёр Роджер Янг, в роли Ревекки — Дебра Уингер.